# خواهر اورسولا
خواهرِ اورسولا (ایتالیایی: La sorella di Ursula) یک فیلم اروتیک دلهره‌آور ایتالیایی است که در سال ۱۹۷۸ منتشر شد. از بازیگران فیلم می‌توان به باربارا مانیولفی، آنتینیزکا نمور و مارک پورل اشاره کرد.